# Yukiya Tamashiro
Yukiya Tamashiro (japanisch 玉城 幸弥 Tamashiro Yukiya; * 10. September 1993 in der Präfektur Okinawa) ist ein ehemaliger japanischer Fußballspieler.

## Karriere
Tamashiro erlernte das Fußballspielen in der Schulmannschaft der Chinen High School und der Universitätsmannschaft der International Pacific University. Seinen ersten Vertrag unterschrieb er 2016 beim FC Ryūkyū. Der Verein spielte in der dritthöchsten Liga des Landes, der J3 League. Ende 2016 beendete er seine Karriere als Fußballspieler.